# Umbilicus
Umbilicus DC. es un género con más de 100 especies descritas, de las cuales solo 9 son aceptadas, de plantas fanerógamas perteneciente a la familia Crassulaceae. Muchas de sus especies han sido dadas como  sinónimo de diferentes géneros, tales como, Rosularia, Cotyledon, y Chiastophyllum.

## Descripción
Plantas perennes, herbáceas, glabras de cepa tuberosa, con tallo erecto, generalmente poco ramificado. Hojas carnosas: las basales largamente pecioladas, con la lámina generalmente hoja peltada; las caulinares mucho menores, generalmente subespatuladas. Inflorescencia terminal, racemosa o paniculada. Flores pentámeras de cáliz siempre mucho más corto que la corola, con los sépalos soldados en la base, agudos y corola tubular o acampanada, rematada por 5 segmentos de longitud variable. Estambres 5-10, soldados al tubo de la corola, nunca exertos. Carpelos 5, libres, ligeramente atenuados en el ápice. Fruto en polifolículo; folículos polispermos.

## Distribución y hábitat
Género de distribución fundamentalmente mediterránea; llega hasta Abisinia al sur y Persia al este.
Hábitat rocoso o mural.

## Especies aceptadas
- Umbilicus chloranthus Heldr. & Sartori ex Boiss.
- Umbilicus heylandianus Webb & Berthel.
- Umbilicus horizontalis (Guss.) DC.
- Umbilicus intermedius Boiss.
- Umbilicus luteus (Huds.) Webb & Berthel.
- Umbilicus parviflorus (Desf.) DC.
- Umbilicus rupestris (Salisb.) Dandy
- Umbilicus samium (d'Urv.) DC.
- Umbilicus tropaeolifolius Boiss.

En España, solo 3 especies: U. heylandianus, U. horizontalis y U. rupestris.